# Otto Stern
Otto Stern (17. února 1888, Żory – 17. srpna 1969 Berkeley) byl německý fyzik. V roce 1943 obdržel Nobelovu cenu za fyziku za příspěvek k vývoji metody molekulárních svazků a objev magnetického momentu protonu.

## Životopis
Otto Stern se narodil v pruském městě Sohrau, dnes Żory v jižním Slezsku v Polsku, a studoval ve Vratislavi (Wroclav). 

Svá studia dokončil na Vratislavské univerzitě v roce 1912 doktorátem z Fyzikální chemie. Poté následoval Alberta Einsteina na Karlovu univerzitu do Prahy a později na Spolkovou vysokou technickou školu do švýcarského Curychu. V roce 1915 se Stern habilitoval na Univerzitě Johanna Wolfganga Goetheho ve Frankfurtu nad Mohanem a v roce 1921 se stal profesorem na univerzitě v Rostocku. Roku 1923 však toto místo opustil a odešel pracovat do nově založeného Institutu fyzikální chemie na Hamburské univerzitě.
Po nástupu nacismu k moci v roce 1933 se však svého místa v Hamburku vzdal a přijal místo profesora fyziky na Carnegieho technickém institutu v americkém Pittsburghu a později na Kalifornské univerzitě v Berkeley.
Jako experimentální fyzik přispěl v roce 1922 společně s Waltherem Gerlachem při Sternově–Gerlachově pokusu k objevu a důkazu prostorového kvantování magnetického momentu atomu.
V roce 1943 obdržel Nobelovu cenu za fyziku. Byla to první Nobelova cena v tomto oboru udělená od roku 1939. Stern obdržel tuto cenu sám a při jejím předávání nepadla žádná zmínka o Sternově–Gerlachově pokusu, neboť Walther Gerlach zůstal v nacistickém Německu a aktivně se spolupodílel na německém jaderném výzkumu.